# Kryzys przysięgowy

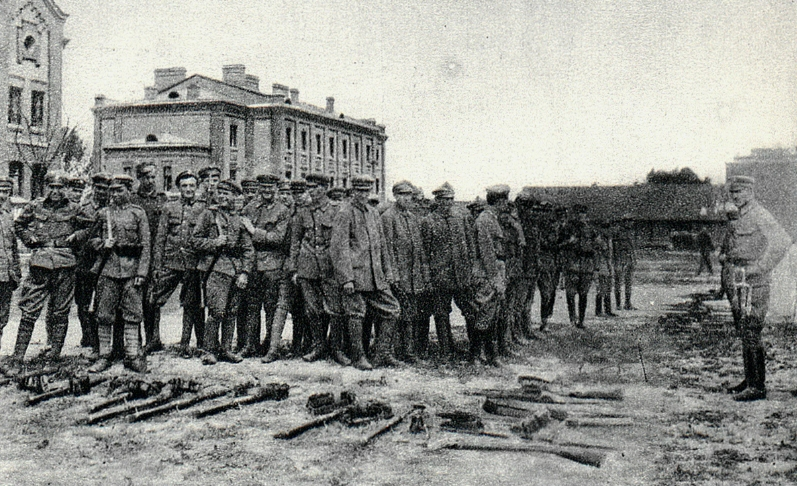
Odmowa złożenia przysięgi przez legionistów 2 Pułku Piechoty

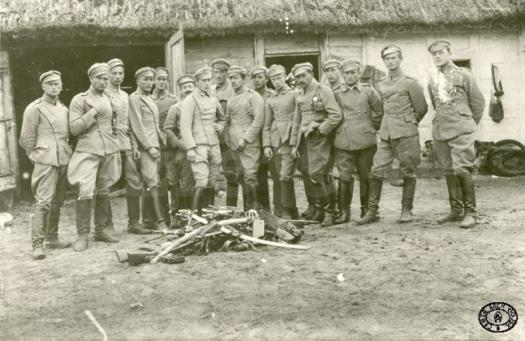
Legioniści 2 Pułku Ułanów stoją przed porzuconą bronią po odmowie złożenia przysięgi

Kryzys przysięgowy – kryzys związany z odmową złożenia przysięgi na wierność Królestwu Polskiemu i na dotrzymanie braterstwa broni wojskom Niemiec i Austro-Węgier do końca I wojny światowej przez żołnierzy Legionów Polskich (głównie I i III Brygady), który miał miejsce 9 i 11 lipca 1917.

## Historia
Po wydaniu w roku 1916 aktu 5 listopada niemiecki generał-gubernator Hans Hartwig von Beseler rozpoczął wiosną 1917 organizowanie Polskiej Siły Zbrojnej (niem. Polnische Wehrmacht) i postanowił w jej skład włączyć Legiony Polskie. Spowodowało to konieczność złożenia przysięgi na wierność cesarzowi Niemiec Wilhelmowi II (wcześniejsza przysięga składana była na wierność monarsze austro-węgierskiemu). Rota przysięgi głosiła m.in., że 

ojczyźnie mojej, polskiemu królestwu i memu przyszłemu królowi na lądzie, wodzie i na każdym miejscu wiernie i uczciwie służyć będę, że w wojnie obecnej dotrzymam wiernie braterstwa broni wojskom Niemiec i Austro-Węgier oraz państw z nimi sprzymierzonych.

Józef Piłsudski, polityk mający największe wpływy w Legionach, zalecił legionistom, by nie składali przysięgi. Większość żołnierzy I i III Brygady demonstracyjnie uchyliła się od niej 9 lipca 1917. Przysięgę złożyła tylko część żołnierzy II Brygady, od samego początku słabo związanych z Józefem Piłsudskim (jej dowódcą był generał Józef Haller). Żołnierze ci zasilili „Polnische Wehrmacht”, nazwany tymczasem Polskim Korpusem Posiłkowym – pod niemieckim dowództwem i rekrutowanym z poboru.
Legioniści, którzy odmówili złożenia przysięgi, zostali internowani w dwóch obozach: żołnierze w obozie w Szczypiornie, zaś oficerowie w Beniaminowie. W nocy z 21 na 22 lipca 1917 Józef Piłsudski i Kazimierz Sosnkowski zostali aresztowani. Po krótkim przetrzymywaniu w kilku więzieniach Piłsudskiego przewieziono do Magdeburga, gdzie przebywał w ścisłej izolacji w twierdzy wojskowej. Dopiero w sierpniu 1918 umieszczono wraz z nim Sosnkowskiego.
W proteście wobec internowania polskich żołnierzy, sprawująca władzę na terenie Królestwa Polskiego Tymczasowa Rada Stanu dokonała samorozwiązania, a jej kompetencje przejęła Rada Regencyjna.